# السياحة الثقافية في مصر

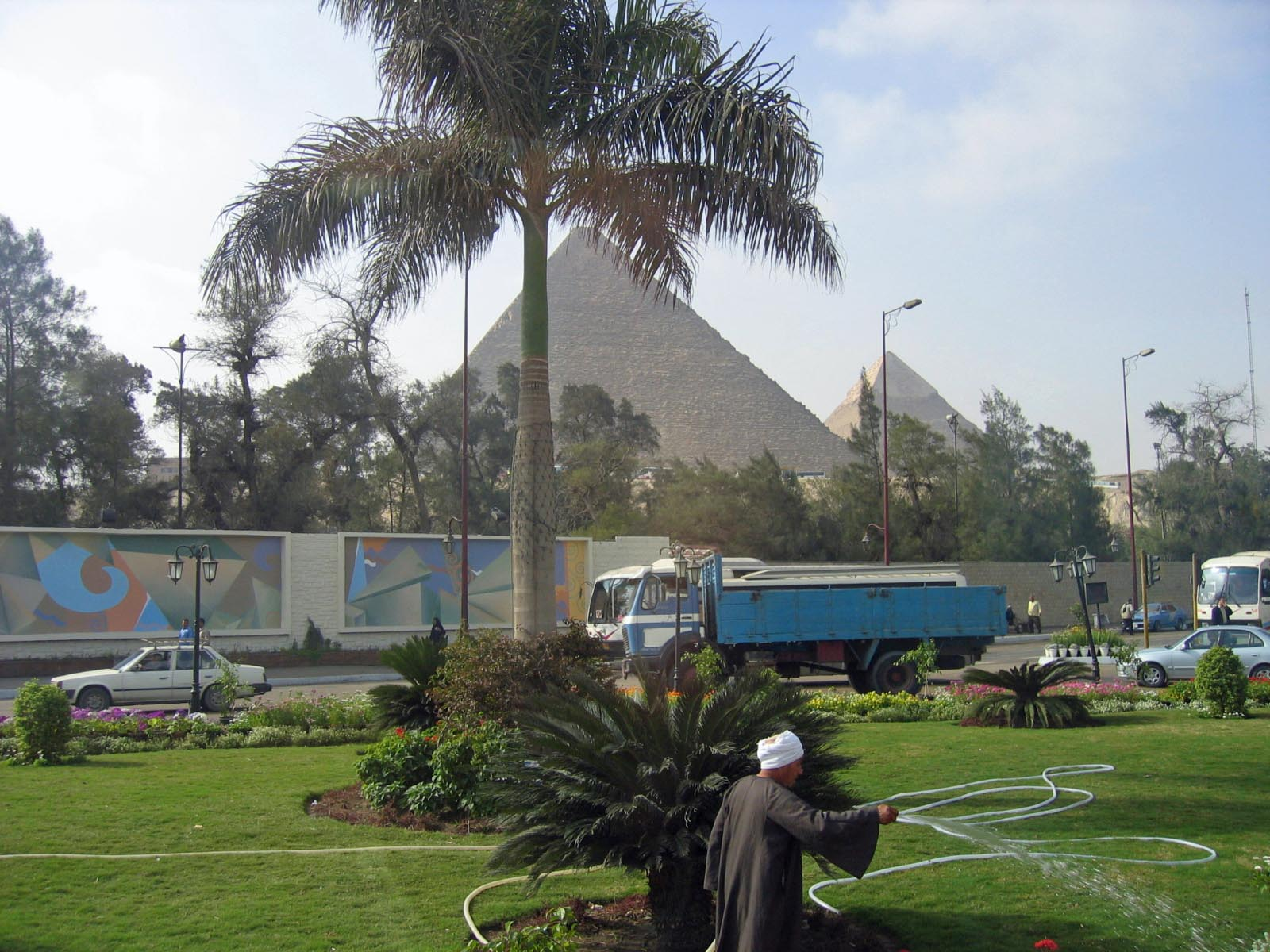
حدائق في الجيزة مع اثنين من أهرامات الجيزة مقبرة في الخلفية.

مصر لديها صناعة سياحية ثقافية مزدهرة، مبنية على تاريخ البلاد الممتد وعدد سكانها متعدد الثقافات وأهميتها كمركز إقليمي.

## التاريخ

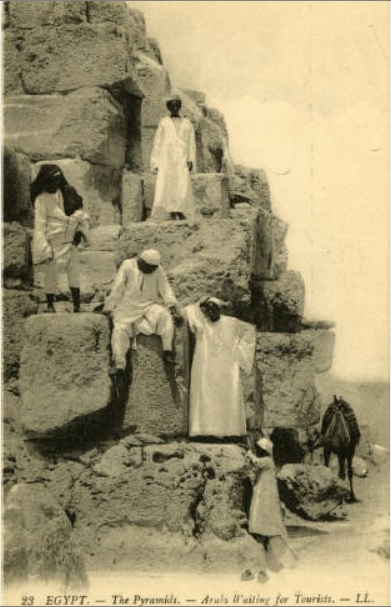
العرب في انتظار السياح.

تقلبت السياحة الثقافية في مصر منذ القرن التاسع عشر حيث ازدادت شعبيتها إلى جانب ظهور علم المصريات كمسعى أكاديمي وهواة. لقد ركزت الحكومات المصرية المتعاقبة بشكل كبير على قيمة السياحة الثقافية «واثقة من أنه لا يمكن لأي دولة أخرى أن تنافس بالفعل في هذا المجال» .

## الأسواق

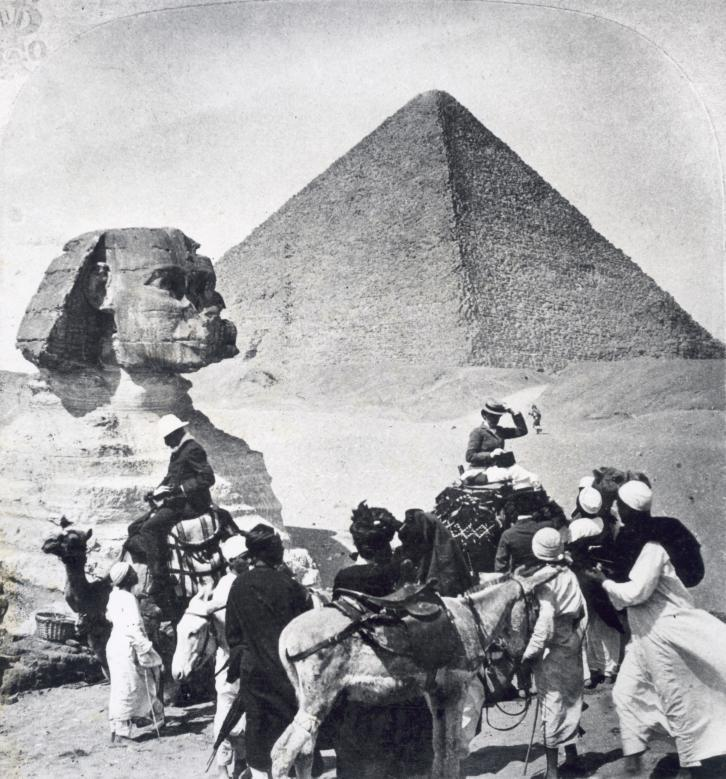
أوائل القرن العشرين السياح الثقافية في مصر.

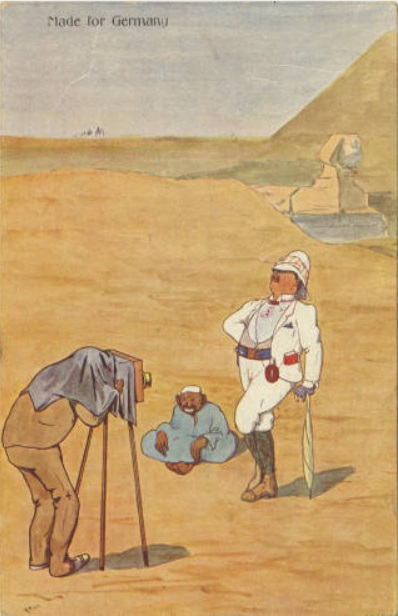
بطاقة بريدية ألمانية.

تم تحديد السياح من جنوب آسيا وشرق آسيا على وجه الخصوص على أنهم يستجيبون جيدًا للحملات التسويقية التي تركز على السياحة الثقافية المصرية. أعلن ممثلو مكتب السياحة عن خطط لزيادة الإنفاق التسويقي على تلك المناطق.
يلاحظ كاتب شبكة سفر وكاتب العمود في هافينغتون بوست جان نيومان غلوك أن تجارة السياحة الثقافية في مصر تساوي 10 دولارات لكل دولار ينفقه السياح الذين يركز سفرهم على منتجعات البحر الأحمر في مصر. ونتيجة لذلك، تقول: «مصر تأمل أن يعود المهتمون باستكشاف آثارهم بأعداد كبيرة قريبًا.» 
وفقًا لصحيفة هوفينجتون بوست ديبورا ليهر ؛ 
قبل الربيع العربي كانت السياحة تمثل حوالي 11 في المائة من إجمالي الناتج المحلي للبلاد وكانت من أهم العاملين في مجال الاقتصاد. في أعقاب ثورة 2011 انخفضت السياحة بشكل كبير إلى 6.7 في المائة من الناتج المحلي الإجمالي. لقد بقي المسافرين الأجانب بعيدا خلال الاضطرابات السياسية في السنوات الثلاث الماضية. كما أدى انهيار البنية التحتية الأمنية إلى زيادة هائلة في عمليات النهب في المواقع الأثرية - وهي خسارة مدمرة للمواد الثقافية التي لا يمكن تعويضها. في الأشهر التي تلت تولي السيسي السلطة كانت مصر تعيد بناء سمعتها ببطء كوجهة آمنة للسياح في العالم.

## المبادرات
وفقًا لممثلي الصناعة والحكومة، تم الإعلان في عام 2014 مؤخرًا عن خطة رئيسية لجذب 25 مليون سائح بحلول عام 2020" . تتضمن الخطة استراتيجيات تسويقية تقليدية عبر الإنترنت تركز على التأكيد للسياح المحتملين على أن المراكز السياحية الثقافية آمنة في أعقاب الربيع العربي والثورة المصرية عام 2011 .
في عام 2015 وقعت مجموعة تضم الحكومة المصرية اتفاقية مع شركة Prism الفرنسية لإنشاء عرض صوتي وخفيف يشمل مجمع أهرامات الجيزة وأبو الهول .

## روابط خارجية
- السياحة مصر - السياحة الثقافية